# Amerikansk korthår
Amerikansk korthår er en mediumstor, robust korthårs-katterace, der som navnet antyder stammer fra USA. 

## Oprindelse
Ligesom British shorthair er den forædlede udgave af oprindeligt britiske huskatte, og European Shorthair er den forædlede udgave af oprindeligt skandinaviske huskatte, er American Shorthair en forædlet udgave af oprindeligt amerikanske huskatte. Racen har været opdrættet i over 100 år, og er anerkendt i de fleste af de store, internationale katteforbund.

## Temperament
Racen er meget populær i hjemlandet, og med god grund. Det er rolige, selvsikre, intelligente og omgængelige katte, som knytter sig nært til deres mennesker. De omgås fint med børn, hunde og andre katte, og er minimalt pelsplejekrævende. De er kendt for et godt helbred, meget smukke pelsmønstre og høj levealder, og de bevarer legelysten hele livet.

## Udseende
American Shorthairs udvikler sig langsomt og er ikke fuldt udvoksede før 3-4 års alderen. Hannerne er som regel markant større end hunnerne, med normalvægt på ca 4,5-7 kilo for hannerne og ca. 2,5-5 kilo for hunnerne. En American Shorthair er en stærk, kraftigt bygget kat, som er lidt længere, end den er høj. Ansigtet er bredt og ovalt med et sødt, åbent udtryk. Ørerne er medium store og sidder bredt. Øjnene er store og næsten runde, med klare farver og et årvågent udtryk. Snudepartiet er kort og firkantet med stærke kæber og fast hage.
Kroppen er massiv, tung og muskuløs, med bredt brystparti og god bredde over ryggen. Katten kan syne tyk, men må ikke være tyk; når man rører den, skal man mærke fasthed og muskler. Benene er af medium længde med afrundede poter, som peger lige frem. Halen er tyk, medium lang og ender i en afrundet halespids.
Pelsen er kort, jævn og lidt hård. Den skal være tyk nok til at beskytte katten mod alle slags vejr. Pelsmønsteret er helt skarpt, og pelsfarverne klare og dybe.
American Shorthairs er anerkendt i en bred palet af farver, hvor især de silvertabby er meget populære. Faktisk er alle farver anerkendt, undtaget lilla, chokolade og maskede varianter.

## Eksterne links
TICAs racebeskrivelse Arkiveret 22. juli 2015 hos  Wayback Machine
CFAs racebeskrivelse Arkiveret 28. januar 2020 hos  Wayback Machine